# باشگاه فوتبال جیمناسیا لاپلاتا
باشگاه فوتبال جیمناسیا لاپلاتا (به اسپانیایی: ˈkluβ ðe ximˈnasja i ezˈɣɾima la ˈplata) از قدیمی‌ترین باشگاه‌های فوتبال کشور آرژانتین در شهر لاپلاتا می‌باشد که در لیگ برتر فوتبال آرژانتین بازی می‌کند.
این باشگاه در تاریخ ۳ ژوئن ۱۸۸۷ تأسیس شده‌است.